# Michał Karmowski
Michał Karmowski, ps. Jaglak (ur. 28 stycznia 1979) – polski kulturysta, były mistrz Polski, zdobywca Pucharu Polski, wicemistrz Europy, V zawodnik świata oraz członek kadry narodowej w kulturystyce.

## Kariera zawodowa
Wielokrotny medalista Mistrzostw Polski w kulturystyce w kategorii powyżej 100 kg. Uczestniczył również w Mistrzostwach Europy. Został powołany na członka kadry narodowej w kulturystyce. Przez wiele lat pełnił funkcję kierownika Rugby Club Lechia Gdańsk.

## Sukcesy sportowe
- I miejsce Debiuty PZKFITS Kulturystyka Mężczyzn w kat. +90kg, Ostrów Mazowiecka 04.04.2009
- Debiuty PZKFITS, I miejsce w kat. fitness mężczyzn open, Ostrów Mazowiecka 04.04.2009
- II miejsce Kulturystyka Mężczyzn +100kg, XXXIII Mistrzostwa Polski Kobiet, Mężczyzn, Par i Osób Niepełnosprawnych w Kulturystyce i Fitness, Ostrołęka 1-3.05.2009
- XXIV Ogólnopolskie Zawody Kulturystyczne, I miejsce w kat. senior +90kg, Słupsk 03.05.2010
- XXIV Ogólnopolskie Zawody Kulturystyczne, I miejsce w kat. open mężczyzn, Słupsk 03.05.2010
- I miejsce Open Kulturystyka Mężczyzn „KAMIENNA RZEŹBA”, Strzegom 22.05.2010
- Mistrzostwa Polski w Kulturystyce i Fitness – II miejsce w kat. +100kg Golub Dobrzyń 01-02.05.2010
- Mistrzostwa Świata MEN BODY I, V Miejsce, Luksemburg 04.06.2011
- Puchar Polski NAC – I miejsce, Przodkowo 5.11.2011
- NAC Mistrzostwa Polski BODY I, I miejsce, Starogard Gdański 2011
- Mistrzostwa Polski NAC, I miejsce, Lębork 2013
- I Mistrzostwa Polski Federacji WFF WBBF Poland w Kulturystyce i Fitness FIT-KIA, I miejsce w kat. Men Super Athletic, Starogard Gdański 18.05.2014[1][4]

## Filmografia
- 2019: Kobiety mafii 2[5] – „Zombie”
- od 2020: Święty – ochroniarz biznesmena Krzysztofa Kordasa
- 2020: Na sygnale – Szymon (odc. 260, w napisach nazwisko: Karnowski)
- 2020: Usta usta – więzień (odc. 41)
- 2020: Pętla – człowiek "Anglika"
- od 2021: Demaskator. Poza prawem – detektyw Adam Szwed
- 2021: Bartkowiak – Chojecki[6]
- 2021: Pitbull – Masa
- 2022: Apokawixa – Ptasiek
- 2022 : Ojciec Mateusz  - jako Kaz - właściciel nielegalnej strzelnicy (odc. 366)
- 2024: Gang Zielonej Rękawiczki jako „Silny”